# Oleg Kvaša
Oleg Vladimirovič Kvaša (in russo Олег Владимирович Кваша?; Mosca, 26 luglio 1978) è un ex hockeista su ghiaccio russo.

## Biografia
Nel corso della sua carriera ha giocato con CSKA Mosca II, CSKA Mosca (1995/96, 2004/05, 2012/13), Beast of New Haven (1997/98), Florida Panthers (1998-2000), New York Islanders (2000-2004, 2005/06), Severstal' Čerepovec (2004/05), Phoenix Coyotes (2005/06), Vitjaz' Podol'sk (2006-2008), Traktor Čeljabinsk (2008/09), Atlant Moskovskaja Oblast' (2009/10), Metallurg Magnitogorsk (2010/11), Neftechimik Nižnekamsk (2011/12), Avangard Omsk (2013/14), Yermak Angarsk (2013/14), Spartak Mosca (2013/14) e Barys Astana (2014/15).
Con la rappresentativa nazionale russa ha conquistato un medaglia di bronzo ai Giochi olimpici invernali 2002 svoltisi a Salt Lake City.